# Замок Елваш
За́мок Éлваш (порт. Castelo de Elvas) — середньовічний оборонний замок поблизу міста Елваш округу Порталегре Португалії. Завдяки своєму розташуванню на пагорбі, височіє над містом та річкою Гвадіана. Разом з замками Угуела, Кампу-Майор утворює оборонну лінію в історичному регіоні Алентежу.

## Історія
Зведений за часів правління Саншу II на місці мусульманської споруди, від якої залишилися дві стіни. Місто звільняли від маврів двічі: у 1166 і 1220 роках, але замок остаточно відвойовано лише у 1226 році, після чого його перебудували. Завершили реконструкцію у 1228 році. За правління Дініша перебудовано дах та його опорні частини. У наступних століттях Жуан II та Мануел I пристосували замок до системи бастіонів у стилі епохи Відродження, у той же час весь комплекс набув придатнішого до життя характеру.
Завдяки військовій реформі середини XVII століття, замок став одним із найпомітніших бастіонних комплексів у Європі в розпал циклу прикордонних воєн (1641—1668). Фортифікаційні роботи виконав інженер Космандер та інші майстри, викликані до португальського двору Жуаном IV та Афонсу VI. Протягом XVII—XIX століть кілька разів було перебудовано стіни укріплення.
Незважаючи на чисельні реконструкції замок зберіг середньовічну військову структуру та визнаний одним із найважливіших прикладів еволюції військово-стратегічних концепцій упродовж історії Португалії.